# والوئیکی
شهر والویکی (به روسی: Валуйки) در کشور روسیه و در اوبلاست بلگورود واقع شده‌است.